# 담양 남희정
담양 남희정(潭陽 南喜亭)은 대한민국 전라남도 담양군 담양읍에 있는 건축물이다. 1984년 2월 29일 전라남도의 문화재자료 제18호로 지정되었다.

## 개요
조선 철종 8년(1857) 담양지역의 부사 벼슬을 지내던 황종림이 이 지역 노인들을 돌보고 젊은이들을 교육하기 위하여 지은 2개의 정자 중 하나이다.
1925년에 고쳐 지었고, 1981년에는 고속도로 건설로 인해 88올림픽 고속도로 옆으로 옮겨 지었다.
남희정은 앞면 2칸·옆면 2칸 규모로 이루어져 있으며, 지붕은 옆면에서 볼 때 여덟 팔(八)자 모양인 팔작지붕이다.
남희정처럼 노인을 돌보고 젊은이를 교육하기 위하여 지은 정자는 매우 드물고 중요한 사례이다.

## 참고 자료
- 남희정 - 국가유산청 국가유산포털